# Vorstreus
Vorstreuzen of Rijpreuzen (Oudnoords hrímþursar, enkelvoud hrímþurs) zijn immense, ijzige wezens uit de Noordse mythologie. Hun adem is zo koud dat hij alles in de buurt bevriest. De Vorstreuzen woonden samen met de Reuzen in Jotunheim, een van de negen werelden die volgens de Germanen in de takken van de levensboom Yggdrasil rustten.
De Vorstreuzen stamden af van Ymir, volgens de Germanen het eerste levende wezen en de stamvader van alle Vorstreuzen.